# Margarete Braun
Margarete „Gretl” Braun (München, 1915. augusztus 31. – Steingaden, 1987. október 10.) Eva Braun húga volt, s Adolf Hitler sógornője Hitler életének utolsó 36 órájában.

## Életpályája
Margarete, akit egész életében Gretlnek becéztek, Münchenben született. Édesapja Friedrich „Fritz” Braun tanár, édesanyja Franziska „Fanny” Kronberger. Ő volt a Braun család legkisebb gyermeke, két nővéréhez, Evához és Ilséhez hasonlóan katolikus neveltetést kapott. Egy időben őt is alkalmazta Hitler magánfényképésze, Heinrich Hoffmann. Ilsével ellentétben örömmel csatlakozott Hitler belső köréhez, s Eva miatt rendszeres látogatója, sőt lakója lehetett a Berghofnak, Hitler magánkastélyának.

## Első házassága
Gretl a II. világháború kései szakaszában, 1944. június 3-án Salzburgban ment feleségül az SS-Gruppenführer Hermann Fegeleinhez (Fegelein Heinrich Himmler SS-főnök összekötője volt Hitlernél). Az esküvőn Hitler is jelen volt. A lakodalom a Berghofon folytatódott, majd röviddel ezután került sor a D-napra, vagyis a szövetségesek normandiai partraszállására, ami a Harmadik Birodalom, így Hitler számára a vég kezdetét jelentette. Férjét a háború utolsó napjaiban, 1945. április 23-án dezertálás, hazaárulás vádja miatt letartóztatták. Noha Gretl ekkor már 9 hónapos terhes volt, és Eva is megpróbálta elérni Hitlernél, hogy kímélje meg húga férjének életét, Fegeleint agyonlőtték.

## Gyermeke
Gretl május 5-én Bajorországban világra hozta kislányát, akit akkor már halott húga után Eva Barbarának nevezett el. A "kis Eva" 1971. június 28-án (más források szerint 1975. április 25-én...)  öngyilkos lett egy szerelmi csalódás miatt.

## Második házassága
1954. február 6-án másodszor is megházasodott. Új férje Kurt Berlinghoff üzletember volt. Gyermekük nem született.

## Halála
Immár Gretl Berlinghoffként élete hátralévő részében visszavonultan, a sajtónyilvánosságot kerülve élt. 1987. október 10-én, 73 évesen hunyt el Steingadenben.